# Cesare Zacchi
Cesare Zacchi (* 28. November 1914 in Ortignano Raggiolo; † 24. August 1991 in Rom) war ein italienischer römisch-katholischer Geistlicher und Bischof.

## Leben
Zacchi war ein Sohn von Raffaello Zacchi und Angiola Bertuccelli. Ab Oktober 1930 besuchte er das Seminar in Arezzo. Zeitweise studierte er am Canisianum in Innsbruck.
Zacchi wurde am 17. Oktober 1937 in Arezzo zum Priester geweiht. 1939 promovierte er in Theologie. 1948 begann er ein Studium an der Päpstlichen Diplomatenakademie. Am 10. August 1951 wurde er zum Prelato d’onore ernannt und am 1. August 1963 zum Hausprälaten. Er arbeitete er in den Apostolischen Nuntiaturen in Österreich, Jugoslawien und Kolumbien. Papst Paul VI. ernannte ihn am 16. September 1967 zum Titularbischof von Zella und Offizial von Kuba. Emanuele Clarizio, Apostolischer Delegat von Kanada, weihte ihn am 12. Dezember 1967 in San Cristobal de la Habana zum Bischof. Mitkonsekratoren waren Evelio Díaz Cía, Erzbischof von San Cristóbal de la Habana, und José Maximino Eusebio Domínguez y Rodríguez, Bischof von Matanzas. Am 24. Mai 1974 ernannte der Papst ihn zum Titularerzbischof pro hac vice von Maura und zum Apostolischen Nuntius in Kuba. Am 20. Dezember 1974 überreichte er Raúl Roa García sein Beglaubigungsschreiben. Am 1. Juni 1975 wurde er zum Präsidenten der Päpstlichen Diplomatenakademie ernannt. Er war Mitglied des Domkapitels des Petersdoms. 1987 wurde ihm das Ehrenzeichen für Verdienste um die Republik Österreich verliehen. Er war Ehrenmitglied der katholischen Studentenverbindung KAV Bajuvaria Wien im ÖCV.
Die feierliche Requiem fand am 27. August 1991 im Petersdom statt. Erzpriester Kardinal Virgilio Noè leitete den Gottesdienst. Anschließend wurde Zacchi in der Kapelle des Vatikanischen Kapitels auf dem Campo Verano beigesetzt.